# Coleonyx elegans
Coleonyx elegans е вид влечуго от семейство Eublepharidae. Видът не е застрашен от изчезване.

## Разпространение и местообитание
Разпространен е в Белиз, Гватемала, Мексико и Салвадор.
Обитава гористи местности, планини, възвишения, склонове, пещери и савани в райони с тропически климат.

## Описание
Продължителността им на живот е около 11 години. Популацията на вида е стабилна.